# 더 게임: 0시를 향하여
《더 게임: 0시를 향하여》는 2020년 1월 22일부터 2020년 3월 12일까지 MBC에서 방송된 수목 미니시리즈이다.

## 줄거리
죽음 직전의 순간을 보는 예언가와 강력반 형사가 의문의 연쇄 살인 사건에 휘말리게 되면서 숨겨진 비밀을 파헤쳐가는 이야기를 그린 드라마다.

## 등장 인물

### 주요 인물
- 옥택연 : 김태평 역 (아역 : 김건우) - 27세, 죽음을 보는 예언가

상대의 눈을 보면 그 사람의 죽음 직전의 순간이 보이는 태평은 다른 사람은 경험하지 못하는 것을 겪어야만 하는 자신의 처지를 비관하지 않고 특별한 능력으로 여기는, 씩씩하고 유쾌한 매력을 가진 예언가
- 이연희 : 서준영 역 (아역 : 주예림) - 30세, 중앙서 강력1팀 형사, 데스크 반장

사건 현장에서는 누구보다 카리스마 있고 냉철하지만, 어린 시절 아버지의 죽음으로 인해 깊은 상처를 지니고 있다
- 임주환 : 구도경/조현우 역 (아역 : 김강훈) - 33세, 국과수 법의관

훤칠한 키에 다부진 몸매, 매력적인 미소까지 겸비한 구도경은 국과수에서도 손꼽히는 뇌섹남이다. 항상 미소를 띠고 있고 여유로워 보이지만, 사실은 철저한 완벽주의자. 특히, 어떤 사건이건 4주 후에 결과를 주겠다고 해서 준영에게 ‘4주일 남’으로 불리는 인물이다. 필두의 아들. 연쇄살인마

### 중앙서 사람들
- 박지일 : 남우현 역 - 50대, 중앙서 강력계장

이름만 대면 알법한 굵직굵직한 사건을 해결한 강력반 에이스 출신으로 그 실력을 인정받아 고속 승진을 해온 남우현은 수사에 있어서는 그 누구보다 냉철하며 민첩한 판단력을 지니고 있는 인물
- 최재웅 : 한동우 역 - 34세, 중앙서 강력 1팀 팀장

이성적이고 비논리적인 것을 싫어하며, 과학수사를 지향하는 한동우는 무뚝뚝한 성격에 과묵한 스타일이지만, 의외로 배려심이 깊고 의리 있는 인물
- 신성민 : 윤강재 역 - 28세, 중앙서 강력 1팀 형사
- 이승우 : 고봉수 역 - 26세, 중앙서 강력 1팀 막내 형사
- 이봄 : 지수현 역 - 30세, 준영의 친구. 중앙서 과수팀 팀원

### 하나일보
- 박원상 : 이준희 역 - 48세, 하나일보 시경캡

한때 팩트를 통해 진실을 밝히는 열정적인 언론인이 꿈이었던 기자다. 사회부 경찰 기자들 사이에서 ‘하늘’로 통하는 시경 캡이 되기 위해 진실이 아닌 돈이 되는 기사를 쫓았고, 그렇게 성공을 쫓다 보니 어쩔 수 없이 일 중독자가 되어버린 캐릭터이다.
- 홍인 : 박한규 역 - 40대, 하나일보 일진기자
- 윤지원 : 오예지 역 - 27세, 하나일보 수습기자

### 태평의 사람들
- 정동환 : 백 선생 역 - 60대, 은퇴한 죽음을 보는 예언가. 본명은 백성운
- 류혜린 : 이연화 역 - 29세, 백 선생의 개인 변호사이자 비서

### 그 외 인물
- 장소연 : 유지원 역 - 45세, 이준희의 아내. 미진의 母. 평범한 가정주부
- 최다인 : 이미진 역 - 17세, 이준희의 딸. 고등학생. 애교가 넘치고 활달한 성격
- 김용준 : 조필두 역 - 50대, 사형수
- 최광일 : 김형수 역 - 조필두 연쇄살인 진범
- 송지혁
- 신수호
- 엄윤정
- 이다연
- 엄태우
- 이윤진
- 김우진
- 이시영
- 양희우
- 김연희
- 이동규
- 김문호
- 박혜영
- 김하늘
- 이윤진
- 이도현
- 허미경
- 박병욱
- 이창원
- 장유화
- 김오복
- 이가연
- 이용규
- 박세훈
- 김문찬
- 이동희
- 신원우
- 박정언 : 시위대 리더 역 (목소리)
- 김한상
- 김세윤
- 이진욱
- 백종민
- 노정미
- 나경철
- 차성제
- 서장현
- 김광현
- 김영선
- 권혁성
- 김진아
- 조영미
- 한명철
- 서민준
- 김미란
- 노수성
- 양진선
- 신연숙 : 희망 고아원 원장 수녀 역
- 신수정
- 권구남
- 이원진 : 구도경 역
- 박상휘
- 변동욱
- 기환
- 조여진
- 장정식
- 김성용
- 이채민
- 김민정
- 김광석
- 신건호
- 안수빈
- 김미연
- 구재연
- 민구경
- 서광재 : 이원우 역 - 서장
- 이종구
- 최승희
- 이선영
- 이진영
- 염동헌 : 양주일 역 - 중앙경찰서 강력계장
- 유여운 : 성민재 역 - 사제폭탄 제조자
- 장우진
- 최소현
- 박재희
- 강서란
- 김서원
- 채화정
- 정우영
- 임재민
- 김종호
- 한호철
- 권동원 : 형사 역

### 특별출연
- 예수정 : 정 여사 역 - 80대, 오성민의 모친. 태평을 통해 마지막 남은 자식이 자신보다 먼저 사망할 것이라는 예언을 들음
- 양현민 : 오성민 역 - 오성파 두목
- 김학선 : 서동철 역 - 서준영의 아버지
- 김정영 : 서준영의 어머니 역
- 유병술
- 이칸희 : 박희정 역 - 백노인의 약혼녀
- 장광 : 법의관 역 - 백 선생의 부검의
- 주인영 : 조현우의 어머니 역

## 촬영지
- 기억의 사원
- 여수갯벌노을마을
- 헤이줄리
- 백빈건널목
- MBC 신사옥 - 하나일보

## 시청률
최저 시청률과 최고 시청률은 시청률 조사회사와 지역별로 시청률에 차이가 있을 수 있습니다.
| 2020년      | 2020년      | 2020년         | 2020년         | 2020년       |
| 회차        | 방송일      | TNmS 시청률    | AGB 시청률     | AGB 시청률   |
| 회차        | 방송일      | 대한민국(전국) | 대한민국(전국) | 서울(수도권) |
| ----------- | ----------- | -------------- | -------------- | ------------ |
| 제1회       | 1월 22일    | 2.7%           | 2.7%           | %            |
| 제2회       | 1월 22일    | %              | 3.8%           | %            |
| 제3회       | 1월 23일    | %              | 2.5%           | %            |
| 제4회       | 1월 23일    | %              | 3.7%           | %            |
| 제5회       | 1월 29일    | %              | 3.1%           | %            |
| 제6회       | 1월 29일    | %              | 4.2%           | %            |
| 제7회       | 1월 30일    | %              | 3.3%           | %            |
| 제8회       | 1월 30일    | %              | 4.5%           | 5.0%         |
| 제9회       | 2월 5일     | %              | 3.2%           | %            |
| 제10회      | 2월 5일     | 4.8%           | 4.6%           | %            |
| 제11회      | 2월 6일     | %              | 3.2%           | %            |
| 제12회      | 2월 6일     | %              | 3.8%           | %            |
| 제13회      | 2월 12일    | %              | 2.8%           | %            |
| 제14회      | 2월 12일    | %              | 4.0%           | %            |
| 제15회      | 2월 13일    | %              | 3.0%           | %            |
| 제16회      | 2월 13일    | %              | 4.5%           | 5.1%         |
| 제17회      | 2월 19일    | %              | 2.5%           | %            |
| 제18회      | 2월 19일    | %              | 3.4%           | %            |
| 제19회      | 2월 20일    | %              | 3.2%           | %            |
| 제20회      | 2월 20일    | %              | 3.7%           | %            |
| 제21회      | 2월 26일    | %              | 2.6%           | %            |
| 제22회      | 2월 26일    | %              | 3.8%           | %            |
| 제23회      | 2월 27일    | %              | 3.2%           | %            |
| 제24회      | 2월 27일    | %              | 3.9%           | %            |
| 제25회      | 3월 4일     | %              | 3.0%           | %            |
| 제26회      | 3월 4일     | %              | 4.0%           | %            |
| 제27회      | 3월 5일     | %              | 3.3%           | %            |
| 제28회      | 3월 5일     | %              | 3.4%           | %            |
| 제29회      | 3월 11일    | %              | 2.8%           | %            |
| 제30회      | 3월 11일    | %              | 3.9%           | %            |
| 제31회      | 3월 12일    | %              | 2.9%           | %            |
| 제32회      | 3월 12일    | %              | 3.5%           | %            |
| 평균 시청률 | 평균 시청률 |                | 3.4%           |              |

## 수상 목록
- 2020년 MBC 연기대상 수목 미니시리즈 부문 남자 우수연기상 (임주환)

## 같이 보기
- 대한민국의 텔레비전 드라마 목록 (ㄷ)
- 2020년 대한민국의 텔레비전 드라마 목록